# 摄影构图
构图的表现形式是多种多样的，主要来讲有黄金分割构图、大小对比构图、装饰框构图、光线引导构图、线条引导构图、曲线构图、虚实构图、重复构图、动静对比构图、视线引导构图、色调对比构图等。

## 常用构图法

### 黃金分割法
- 摄影主体忌在画面正中，黃金分割法是指將相片分成平均分成九格，然后把主体放在其中一个交点之上的构图技巧，有避免单调，吸引視線的效果。

另外，对角线构图也是众多摄影师追求的方式。